# Фуллертон (Небраска)
Фуллертон (англ. Fullerton) — місто (англ. city) в США, в окрузі Ненс штату Небраска. Населення — 1244 особи (2020).

## Географія
Фуллертон розташований за координатами 41°21′50″ пн. ш. 97°58′20″ зх. д. / 41.36389° пн. ш. 97.97222° зх. д. (41.363855, -97.972244).  За даними Бюро перепису населення США в 2010 році місто мало площу 3,26 км², з яких 3,26 км² — суходіл та 0,00 км² — водойми.

## Демографія
Згідно з переписом 2010 року, у місті мешкало 1307 осіб у 564 домогосподарствах у складі 346 родин. Густота населення становила 400 осіб/км².  Було 656 помешкань (201/км²).
Расовий склад населення:
| - 98,3 % — білих - 0,5 % — корінних американців - 0,5 % — чорних або афроамериканців |

До двох чи більше рас належало 0,3 %. Частка іспаномовних становила 1,0 % від усіх жителів.
За віковим діапазоном населення розподілялося таким чином: 21,3 % — особи молодші 18 років, 54,4 % — особи у віці 18—64 років, 24,3 % — особи у віці 65 років та старші. Медіана віку мешканця становила 47,5 року. На 100 осіб жіночої статі у місті припадало 93,1 чоловіків;  на 100 жінок у віці від 18 років та старших — 91,6 чоловіків також старших 18 років.
Середній дохід на одне домашнє господарство  становив 54 157 доларів США (медіана — 37 500), а середній дохід на одну сім'ю — 64 689 доларів (медіана — 50 515). Медіана доходів становила 36 250 доларів для чоловіків та 30 260 доларів для жінок. За межею бідності перебувало 15,1 % осіб, у тому числі 24,2 % дітей у віці до 18 років та 5,6 % осіб у віці 65 років та старших.
Цивільне працевлаштоване населення становило 681 осіб. Основні галузі зайнятості: освіта, охорона здоров'я та соціальна допомога — 34,1 %, сільське господарство, лісництво, риболовля — 13,5 %, роздрібна торгівля — 10,6 %, виробництво — 8,1 %.